# کنفدراسیون فوتبال اقیانوسیه
کنفدراسیون فوتبال اقیانوسیه (به انگلیسی: Oceania Football Confederation) یا به‌طور مخفف اُاف‌سی (به انگلیسی: OFC) یکی از شش کنفدراسیون قاره‌ای زیر نظر فیفا و نهاد اداره‌کننده فوتبال در اقیانوسیه است که در تاریخ ۱۵ نوامبر ۱۹۶۶ تشکیل شد.
اعضای این کنفدراسیون دارای ۱,۵ سهمیه برای حضور در جام جهانی هستند و نماینده ی اول مستقیم و نماینده ی دوم این قاره برای حضور در جام جهانی باید در بازی پلی آف نماینده قاره دیگری را ببرد. تاکنون دو تیم نیوزیلند و استرالیا از این قاره موفق به حضور در جام جهانی فوتبال شده‌اند. این کنفدراسیون نماینده‌ای در جام کنفدراسیون‌ها هم داشت.
در این قاره مسابقات جام ملت‌های اقیانوسیه و لیگ قهرمانان اقیانوسیه برگزار می‌شود.
استرالیا پیشتر زیر نظر این کنفدراسیون فعالیت می‌کرد اما اکنون عضو کنفدراسیون فوتبال آسیا است. پس از خروج استرالیا از این کنفدراسیون، هیچ‌کدام از اعضا دارای لیگ حرفه‌ای کشوری نیستند.

## اعضا

### اعضای فعلی
کنفدراسیون فوتبال اقیانوسیه از ۱۱ عضو اصلی و ۳ عضو وابسته تشکیل شده‌است